# Australimoosella
Australimoosella is een geslacht van kreeftachtigen uit de klasse van de Ostracoda (mosselkreeftjes).

## Soorten
- Australimoosella emaoi Hu & Tao, 2008
- Australimoosella exmouthensis Hartmann, 1978
- Australimoosella hanaii Yajima, 1993 †
- Australimoosella kuohuai Hu & Tao, 2008
- Australimoosella leemii Hu & Tao, 2008
- Australimoosella liebaui Hartmann, 1978
- Australimoosella micropunctata Hu & Tao, 2008
- Australimoosella paenenuda Howe & Mckenzie, 1989
- Australimoosella polypleuron Coimbra, Ramos, Whatley & Bergue, 2004
- Australimoosella rockinghamensis Hartmann, 1979
- Australimoosella taiwanensis (Hu & Yeh, 1978)
- Australimoosella wuchii Hu & Tao, 2008